# Acanthagenys rufogularis
El mielero golicanelo (Acanthagenys rufogularis) es una especie de ave paseriforme de la familia Meliphagidae endémica de Australia. Es la única especie del género Acanthagenys.